# Club de Atletismo Toledo

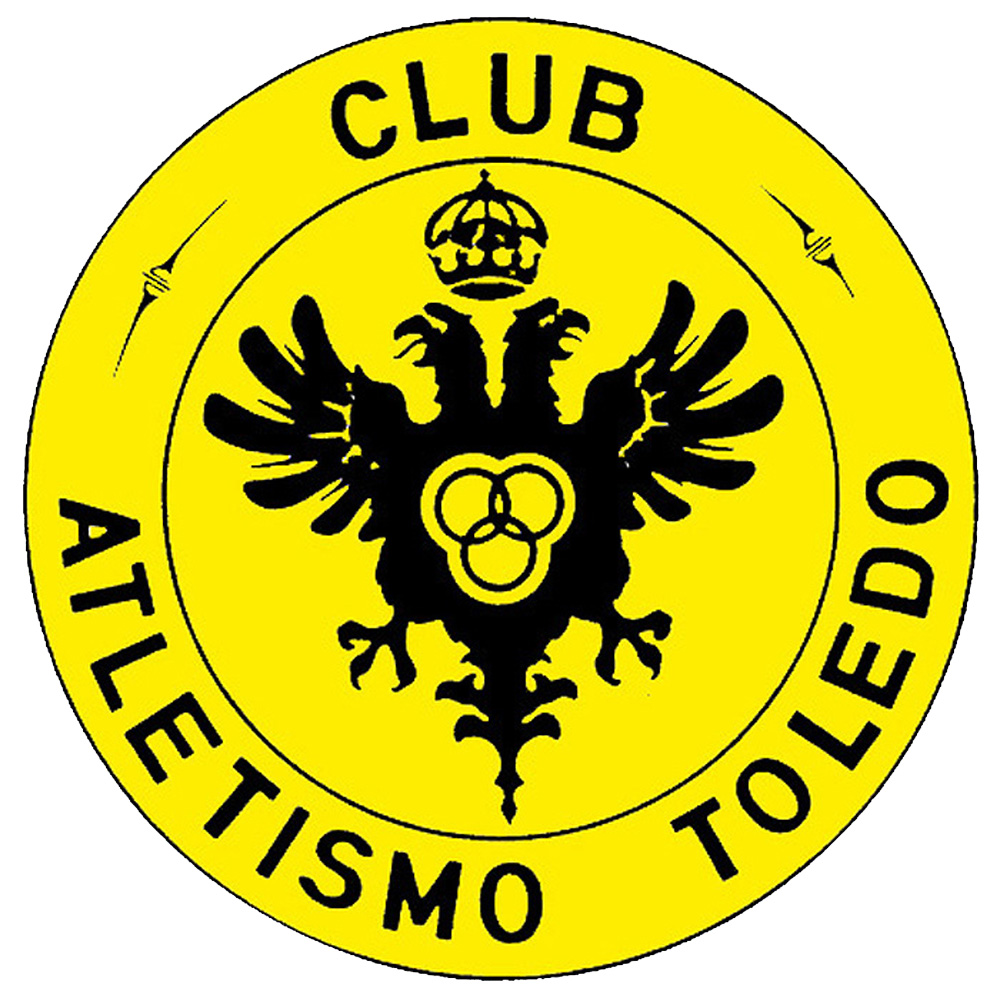
Escudo del Club de Atletismo Toledo

El Club de Atletismo Toledo es un club de atletismo de Toledo, España, fundado en 1979. Es el club decano del atletismo de Castilla-La Mancha. 

## Historia
El Club de Atletismo Toledo es una entidad deportiva española sin ánimo de lucro y fundada el 2 de abril de 1979, con sede en Toledo, en la comunidad autónoma de Castilla-La Mancha.
El objeto de la fundación del club es, según sus estatutos fundacionales, “el fomento y práctica del deporte entre sus asociados y en especial el del atletismo”.
El color de su camiseta es amarillo, aunque solo en tres ocasiones a lo largo de la historia ha cambiado a tonos blanco, verde, morado y naranja; blanco y amarillo y violeta y blanco.
Los primeros fundadores fueron Eduardo Díaz Sánchez, como primer presidente; Aurelio Gómez Castro, secretario; María del Prado Lugo, tesorera y contadora; y por los vocales José Martínez Hernández, Adolfo Redondo y Juan Antonio Rosique Muro.
Siete años más tarde, el 16 de junio de 1986, el club fue inscrito, con el número 142, en la Dirección General de Educación, Juventud y Cultura de la recientemente creada Junta de Comunidades de Castilla-La Mancha.
El club es, actualmente, la entidad de atletismo decana de Toledo y Castilla-La Mancha, con más de 300 atletas en sus filas, una escuela de formación y equipos de campo a través y pista, a los que se suman individualidades en la modalidad de ruta y marcha atlética.
Su último patrocinador principal fue la entidad financiera Unicaja Banco, hasta 2024. Hasta la fecha se encuentra sin esponsor.

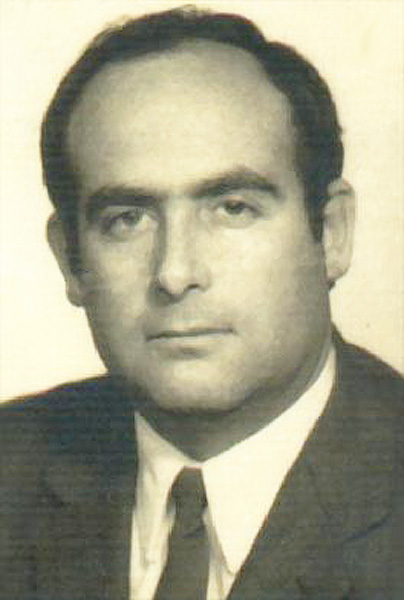
Eduardo Díaz Sánchez, primer presidente del Club de Atletismo Toledo (1979).

## Presidentes
Cuatro han sido los presidentes con los que ha contado la entidad toledana en toda su historia: Eduardo Díaz Sánchez (1979-1980), Enrique Antonio Lázaro Sánchez (1980-2004) -que fue nombrado presidente de honor-, José Carlos Vega Martín (2004) y Julián Martín Garrido (2005 hasta la actualidad).

## Atletas desatacados del club
A lo largo de su historia, se han formado o pasado por el club miles de deportistas, entre los que destacan por sus éxitos el vigente plusmarquista español de maratón,  Julio Rey; los fondistas Dolores Rizo, Vanessa Veiga, Marta Silvestre, José Manuel ‘Chema’ Martínez, Fabián Roncero, Fernando Rey, Óscar Martín, Jesús Antonio Núñez, Iván Galán, Juan Carlos de la Ossa, Manuel Sánchez Carbonell y Jesús Ángel Gálvez; el mediofondista Roberto Parra; la vallista Celia Medina; los velocistas Alicia Valentín-Fernández, Lissette Ferri, Luis Rodríguez, Enrique Flores-Calderón y Lucas Búa; y los saltadores Yolanda Rodríguez -en longitud-, Carlos Alberto Bousoño -en triple salto- y Julia Lobato, Javier López-Barajas y Javier Bermejo -en salto de altura-. 
Además, han vestido la camiseta del club los históricos fondistas internacionales Fernando Fernández Gaitán y Antonio Layos, en su etapa de veteranos, y los paralímpicos ciegos Luis Bullido, en velocidad, y Ricardo de Pedraza, en fondo, entre otros.

## Éxitos logrados
La entidad ha sumado alrededor de 250 podios individuales y por conjuntos en los distintos campeonatos de España federados; destacando sus 28 medallas por equipos en los nacionales de campo a través y, especialmente, sus siete campeonatos de España de cross por clubes: equipo júnior masculino (1982 y 1998), juvenil masculino (1982 y 1983), juvenil femenino (2010) y veterano masculino (2002 y 2006); a los que se suman 12 subcampeonatos y 9 bronces.
En el apartado de pista por clubes, el equipo absoluto femenino rozó el ascenso a la Liga de División de Honor en la promoción final de 1995 -se quedó solo a 11 puntos-, tras militar en Primera División de 1993 a 2005; mientras el máximo logro del combinado masculino fue el ascenso a Primera División en 1995, manteniéndose en ella solo en 1996. El resto de temporadas, la entidad ha liderado el atletismo regional en pista, sobre todo en el apartado femenino.
En la modalidad de pista, además, sobresalen los tres podios absolutos alcanzados en campeonatos de España por el equipo femenino de relevos 4x100 en 1993 (bronce), 1994 (plata) y 1995 (plata).

## Mejores marcas masculinas
| PRUEBA            | MARCA           | NOMBRE | LUGAR                               | FECHA     |
| ----------------- | --------------- | --- | ----------------------------------- | --------- |
| 60 ml. (i)        | 6"88            | Luis Rodríguez 1966                                                                                              | Sevilla PC                          | 12/2/1995 |
| 100 ml.           | 10"56 (0,0)     | Luis Rodríguez 1966                                                                                              | Granada                             | 27/5/1995 |
| 200 ml.           | 21"31 (+0,5)    | Luis Rodríguez 1966                                                                                              | Alcalá de Henares (Madrid)          | 1/7/1995  |
| 400 m.l.          | 47"33           | Lucas Búa 1994                                                                                                   | Monachil CAR (Granada)              | 30/6/2012 |
| 800 m l.          | 1´48"78         | Jesús Isidoro Gualix 1969                                                                                        | Alcalá de Henares (Madrid)          | 2/7/1994  |
| 1.500 m.l.        | 3´44"49         | Gregorio Merchán 1967                                                                                            | Andújar (Jaén)                      | 6/9/1991  |
| 3000 ml.          | 8´05"16         | Iván Galán 1979                                                                                                  | Getafe (Madrid)                     | 12/7/2000 |
| 5000 ml.          | 13´52"02        | Julio Rey 1972                                                                                                   | Palafrugell (Gerona)                | 25/6/1995 |
| 10 000 m          | 28´18"6-        | Julio Rey 1972                                                                                                   | Pontevedra                          | 8/7/1995  |
| Medio Maratón     | 1h.03´34"       | Fernando Rey 1980                                                                                                | Azocoitia-Azpeitia (Guipúzcoa)      | 28/3/2009 |
| Maratón           | 2h.19´06"       | José Luis Díaz 1952                                                                                              | Barcelona                           | 18/3/1984 |
| 60 mv. (i)        | 8"56            | Alberto Fúnez 1980                                                                                               | Sevilla PC                          | 5/2/2000  |
| 110 mv.           | 14"96 (+0,5)    | Alberto Fúnez 1980                                                                                               | Toledo / Escuela de Gimnasia        | 8/7/2000  |
| 400 m v.          | 53"70           | Isidro Martín 1971                                                                                               | Daimiel (Ciudad Real)               | 14/7/2004 |
| 3000 m obs.       | 9´02"78         | Santiago Arnés 1970                                                                                              | Ciudad Real                         | 15/4/1994 |
| Altura (i)        | 2.17 m.         | Javier López-Barajas 1970                                                                                        | Valencia PC                         | 25/2/1995 |
| Altura            | 2.11 m.         | Javier Bermejo 1978                                                                                              | Puertollano (Ciudad Real)           | 3/5/1997  |
| Pértiga           | 4.40m.          | Manuel Loma Sánchez 1978                                                                                         | Sevilla                             | 7/6/1997  |
| Longitud (i)      | 7.47 m.         | Domingo Díaz 1973                                                                                                | Madrid / Palacio de los Deportes PC | 8/2/1996  |
| Longitud          | 7.20 m.(+1,2)   | Domingo Díaz 1973                                                                                                | Málaga                              | 29/6/1996 |
| Triple Salto (i)  | 15.28 m.        | Carlos Alberto Bousoño 1977                                                                                      | San Sebastián (Guipúzcoa) PC        | 24/2/1996 |
| Triple Salto      | 14.95 m. (-1,0) | Carlos Alberto Bousoño 1977                                                                                      | Madrid / INEF-CSD                   | 5/5/1996  |
| Peso              | 13.32m.         | Pedro Antonio Morales 1981                                                                                       | Madrid / INEF-CSD                   | 1/2/2003  |
| Disco             | 41.04 m.        | José Manuel Corrochano 1970                                                                                      | Talavera de la Reina (Toledo)       | 23/5/1998 |
| Jabalina          | 55.90 m.        | Jesús Vicente Sánchez 1970                                                                                       | Tomelloso (Ciudad Real)             | 9/5/1998  |
| Martillo          | 44.17 m.        | José María Navarro 1977                                                                                          | Sevilla / Cartuja Auxiliar          | 5/4/2003  |
| 5 km marcha       | 21´02"5-        | José Luis Duce 1973                                                                                              | Toledo / Escuela de Gimnasia        | 10/6/2000 |
| 10 km marcha ruta | 45´58"4-        | José Luis Duce 1973                                                                                              | Puertollano (Ciudad Real)           | 3/5/1997  |
| 20 km marcha ruta | 1h.33´22"       | José Luis Duce 1973                                                                                              | Valencia                            | 24/2/1991 |
| 50 km marcha ruta | 4h.21´54"       | José Luis Duce 1973                                                                                              | Orense                              | 22/2/1998 |
| Decatlón          | 6.498 puntos    | Manuel Fernández 1977                                                                                            | Barcelona                           | 28/7/1996 |
| Relevo 4 x 100    | 42"14           | José María Rodríguez (1971)-Javier Rodríguez Poyales(1977)-Rubén Arroyo (1975)-Adolfo Rafael de los Reyes (1971) | León                                | 16/6/1994 |
| Relevo 4 x 400    | 3´18"65         | Rolando Naranjo(1970)-José Ceballos (1970)-Jesús Isidoro Gualix (1969)-Adolfo Rafael de los Reyes (1971)         | Toledo / Escuela de Gimnasia        | 18/6/1995 |

## Mejores marcas femeninas
| PRUEBA                    | MARCA          | NOMBRE | LUGAR                               | FECHA      |
| ------------------------- | -------------- | --- | ----------------------------------- | ---------- |
| 60 ml. (i)                | 7"54           | Alicia Valentín-Fernández 1972                                                                                | Zaragoza PC                         | 24/2/1991  |
| 100 ml.                   | 11"88 (+1,6)   | Alicia Valentín-Fernández 1972                                                                                | Madrid / Vallehermoso               | 9/6/1991   |
| 200 ml.                   | 24"56 (+0,4)   | Arantxa Casero 1976                                                                                           | Castellón de la Plana (Castellón)   | 26/7/1998  |
| 400 m.l.                  | 55"50          | Mari Luz Marcos 1972                                                                                          | Madrid / Estadio de la Comunidad    | 22/7/1995  |
| 800 m l. (i)              | 2´11"05        | María del Pino Velázquez 1965                                                                                 | San Sebastián (Guipúzcoa) PC        | 12/2/1984  |
| 800 m l.                  | 2´11"75        | Mónica Gómez 1971                                                                                             | Almería                             | 19/8/1995  |
| 1.500 m.l.                | 4´30"44        | Mónica Gómez 1971                                                                                             | Madrid / Estadio de la Comunidad    | 21/7/1995  |
| 3000 ml.                  | 9´47"64        | Begoña González 1971                                                                                          | Alcalá de Henares (Madrid)          | 12/7/2000  |
| 5000 ml.                  | 16´54"09       | Beatriz Morillo 1982                                                                                          | Barcelona                           | 1/8/2008   |
| 10 000 m                  | 33´34"56       | Vanessa Veiga 1979                                                                                            | Oslo (NORUEGA)                      | 4/6/2011   |
| Medio maratón             | 1h.13´04"      | Vanessa Veiga 1979                                                                                            | Gijón (Asturias)                    | 30/4/2011  |
| Maratón                   | 2h.47´48" (*)  | María Antonia Sánchez de la Morena 1962                                                                       | San Sebastián (Guipúzcoa)           | 23/11/1997 |
| 60 mv. (i)                | 8"74           | Celia Medina 1977                                                                                             | San Sebastián (Guipúzcoa) PC        | 24/02/1996 |
| 100 mv.                   | 14"21 (+0,8)   | Celia Medina 1977                                                                                             | Salamanca                           | 6/7/1996   |
| 400 m v.                  | 59"54          | Celia Medina 1977                                                                                             | Sevilla                             | 25/7/1999  |
| 3000 m obs.               | 10´19"71       | Sonia Labrado 1988                                                                                            | Avilés (Asturias)                   | 17/7/2010  |
| Altura (i)                | 1.82 m.        | Julia Lobato 1970                                                                                             | Sevilla PC                          | 27/2/1994  |
| Altura                    | 1.80 m.        | Julia Lobato 1970                                                                                             | Coslada (Madrid)                    | 7/6/1994   |
| Pértiga                   | 3.75 m.        | Marisol Barbero 1977                                                                                          | Valencia                            | 27/7/2002  |
| Pértiga (i)               | 3.20 m.        | Marisol Barbero 1977                                                                                          | Madrid / Módulo CSD PC              | 3/2/2002   |
| Longitud                  | 6.36 m. (+0,8) | Yolanda Rodríguez 1974                                                                                        | Monzón (Huesca)                     | 23/7/1994  |
| Triple salto              | 13.07 m.       | Mayte Mora 1972                                                                                               | Toledo / Escuela de Gimnasia        | 7/7/2001   |
| Peso                      | 11.13 m.       | Gloria Inés Gerard (EE. UU.) 1978                                                                             | Toledo / Escuela de Gimnasia        | 16/4/2000  |
| Disco                     | 33.86 m.       | Cristina Gómez 1974                                                                                           | Vitoria (Álava)                     | 15/5/1994  |
| Jabalina (modelo antiguo) | 38.40 m.       | Marta Sánchez 1966                                                                                            | Málaga                              | 25/7/1993  |
| Jabalina                  | 37.88 m.       | Macarena Pérez 1979                                                                                           | Daimiel (Ciudad Real)               | 22/6/2002  |
| Martillo                  | 41.56 m.       | Gloria Ines Gerard (EE. UU.) 1978                                                                             | Toledo / Escuela de Gimnasia        | 16/4/2000  |
| 5 km marcha               | 24´58"1-       | Elena Moreno 1971                                                                                             | Puertollano (Ciudad Real)           | 8/4/1990   |
| 10 km marcha ruta         | 52´22"         | Elena Moreno 1971                                                                                             | Valencia                            | 24/2/1991  |
| 20 km marcha ruta         | 1h.48´44"      | Amadora Ramos 1965                                                                                            | Felanich (Mallorca / Baleares)      | 21/2/1999  |
| Heptatlón                 | 4.225 puntos   | Diana Sanz 1979                                                                                               | San Sebastián de los Reyes (Madrid) | 21/5/2000  |
| Relevo 4 × 100 m          | 46"67          | Alicia Valentín-Fernández(1972)-Maribel Rodríguez(1973)-María del Mar Rodríguez(1973)-Yolanda Rodríguez(1974) | Toledo / Escuela de Gimnasia        | 19/6/1993  |
| Relevo 4 × 400 m          | 4´00"27        | Ana Belén Romo(1972)-Silvia Rojo(1978)-Louise Klostergaard (DINAMARCA)-Mónica Gómez(1971)                     | Zaragoza                            | 1/7/1995   |

(*) Marca no validada por la RFEA por apartarse las atletas del circuito homologado.

## Instalaciones y sede
Pistas de atletismo municipales de la Escuela de Gimnasia (1929) y del barrio de Santa María de Benquerencia (2003), en Toledo. Actualmente, su sede, cedida por el Ayuntamiento de Toledo, está situada en el Parque de la Integración, en uno de los antiguos pabellones militares, junto a la pista de la Escuela de Gimnasia, en el parque de la Integración, situado en la avenida del General Villalba Riquelme, s/n., pabellón 11 B bis, de Toledo.

## Organización de pruebas
La entidad organiza, normalmente, el penúltimo o el último fin de semana de noviembre una prueba de marcha atlética en ruta y una de campo a través, ambas incluidas en el calendario autonómico y estatal, bajo el sobrenombre de Trofeo ‘Espada Toledana’. Su circuito ha tenido varios emplazamientos en Toledo, como el de la explanada de la antigua Fábrica de Armas Carlos III o Vega Baja (1979 y 1993), Los Pinos de la carretera Toledo-Madrid A-42 (1980), la zona residencial oeste del Polígono Industrial Santa María de Benquerencia (1981 a 1985), la Escuela de Gimnasia y el parque de las Tres Culturas (1986 a 1992, 1994, 1999 a 2008 y 2019), el ferial de La Peraleda (1995 y 1996), el parque de Safont (2009 a 2018), estas dos últimas localizaciones junto al río Tajo. Asimismo, en dos ocasiones, 1997 y 1998 se trasladó a la zona deportiva El Esparragal de localidad vecina de Mocejón (Toledo).
Por su parte, la marcha atlética en pista y ruta Trofeo 'Espada Toledana' ha contado con cuatro escenarios desde 1988: Pista de atletismo de la Escuela de Gimnasia, circuito del ferial de La Peraleda y avenida de la Reconquista, además de un trazado en las instalaciones deportivas El Esparragal de Mocejón (Toledo), en 1997 y 1998.
Entre los campeones más laureados de la prueba de marcha atlética, con cinco ‘espadas’ de campeón, destacan Jesús Ángel García Bragado (1992, 1994, 1996, 1997 y 1998) y Francisco Javier ‘Paquillo’ Fernández (1999, 2000, 2001, 2002 y 2004); mientras cuatro tiene Diego García (2016, 2017, 2018 y 2022). Otros marchadores que han logrado la victoria absoluta sobre 5 kilómetros han sido Juan Manuel Molina, Benjamín Sánchez, Francisco Arcilla, Álvaro Martín, Álvaro López y Marc Tur. En el plano femenino, entre otras, han escrito sus nombres como vencedoras: María Vasco, Júlia Takács, María José Poves, Lorena Luaces, Ainhoa Pinedo (3), Eva Pérez, Rocío Florido, María Pérez, Laura García-Caro, Raquel González (3) y la lituana Sonata Milusauskaité. Asimismo, atletas como Miguel Ángel López, Mikel Odriozola, Santiago Pérez, la olímpica portuguesa Ana Cabecinha, el guatemalteco Erick Barrondo, plata en los 20 km de los Juegos Olímpicos de Londres 2012, o el veterano plata en los 50 kilómetros marcha de los Juegos Olímpicos de Moscú 1980, el catalán Jordi Llopart, entre otros, también han tomado parte en la marcha toledana.
En cuanto al Cross ‘Espada Toledana’ -término adoptado a partir de 1997- o también conocido en sus inicios como Cross del C.A.T. (siglas del club) o Cross de Toledo, de 1979 a 1996, destacan como atletas con más victorias absolutas masculinas: Luis Sastre (1981, 1984 y 1985), Juan Carlos Montero (1983, 1987 y 1996), Víctor Rojas (1991, 1992 y 1993) y Pablo López (1999, 2000 y 2001), con tres cada uno; mientras el local y primer ganador, Fernando Fernández Gaitán (1979 y 1980), Conrado Oñate (1994 y 1995), el keniano Elijah Chelimo (2007 y 2008), Enrique Sánchez Saceda (2009 y 2010) y José España (2011 y 2021) se alzaron con dos primeros puestos.
En categoría femenina, los triunfos ha estado algo más repartidos, ya que ocho atletas han logrado triunfo, destacando los tres obtenidos por la gallega Alessandra Aguilar (2014, 2015 y 2016), la turolense Marta Silvestre (2002, 2013 y 2017) y la toledana de San Pablo de los Montes Almudena García (1991, 1993 y 1995). Más recientemente, la toledana Irene Sánchez-Escribano ha vencido en las ediciones de 2019 y 2021.
Entre otros atletas de gran trayectoria que pasaron por Toledo se encuentran el soriano Fermín Cacho, que fue el ganador de la carrera júnior en 1985, siete años antes de colgarse la medalla de oro en los 1.500 metros del Juegos Olímpicos de Barcelona 1992; mientras en 2003, la segunda posición absoluta femenina fue para la portuguesa Jéssica Augusto, que entre sus éxitos destacan, entre otros, el título en el  Campeonato Europeo de Campo a Través en 2010, el subcampeonato de 2008 y la medalla de plata en el Europeo de 10.000 metros en 2010; el también luso Paulo Guerra tomó parte en la ‘Espada’, con cuatro bronces mundiales y cuatro oros y una plata europeos de campo a través a sus espaldas; y españoles como Chema Martínez, Fabián Roncero o el toledano y explusmarquista español de maratón Julio Rey.
El miércoles 23 de septiembre de 2020, la Junta directiva del club, responsable de la organización de la 'Espada Toledana', decidió por unanimidad cancelar la edición de este año por "razones sanitarias", ante la "incertidumbre" que se plantea en España ante los datos de una pandemia internacional de coronavirus (COVID-19). Es la primera vez desde 1979 que la prueba de cross se cancela, y desde 1988 que lo hace la de marcha atlética. Ambas pruebas se retomaron, no sin precaución, en noviembre de 2021.

## Cuadro de honor del Cross Espada Toledana
| Edición   | Año  | Ganador absoluto                 | Ganadora absoluta                  |
| --------- | ---- | -------------------------------- | ---------------------------------- |
| I         | 1979 | Fernando Fernández Gaitan        | María José Martín Ortega           |
| II        | 1980 | Fernando Fernández Gaitán        | Teresa Escobar                     |
| III       | 1981 | Luis Sastre                      | Carmen Martín                      |
| IV        | 1982 | Ricardo Ortega                   | Emma Martín García                 |
| V         | 1983 | Juan Carlos Montero              | Emma Martín García                 |
| VI        | 1984 | Luis Sastre                      | María del Pino Velázquez           |
| VII       | 1985 | Luis Sastre                      | María Gema Gómez Pérez             |
| VIII      | 1986 | Antonio Serrano                  | María Gema Gómez Pérez             |
| IX        | 1987 | Juan Carlos Montero              | María Jesús Martínez               |
| X         | 1988 | Alberto Juzdado                  | María López Ruiz                   |
| XI        | 1989 | Santiago Chiscano                | Nuria Arnau                        |
| XII       | 1990 | José Ignacio Zabaleta            | María Soledad Madera               |
| XIII      | 1991 | Víctor Rojas                     | Almudena García                    |
| XIV       | 1992 | Víctor Rojas                     | María Soledad Madera               |
| XV        | 1993 | Víctor Rojas                     | Almudena García                    |
| XVI       | 1994 | Conrado Oñate                    | María López Ruiz                   |
| XVII      | 1995 | Conrado Oñate                    | Almudena García                    |
| XVIII     | 1996 | Juan Carlos Montero              | María Antonia Sánchez de la Morena |
| XIX       | 1997 | José Ramón Moreno                | Palmira Amor                       |
| XX        | 1998 | Juan Carlos de la Ossa           | Sonia Ruiz                         |
| XXI       | 1999 | Pablo López                      | Teresa Esteso                      |
| XXII      | 2000 | Pablo López                      | Patricia Arribas                   |
| XXIII     | 2001 | Pablo López                      | Beatriz Ros                        |
| XXIV      | 2002 | Iván Galán                       | Marta Silvestre                    |
| XXV       | 2003 | Samuel Kalia                     | Emily Chebet                       |
| XXVI      | 2004 | Samsom Kiflemariam               | Beatriz Fernández                  |
| XXVII     | 2005 | Francisco Javier Lara            | Simred Sultan                      |
| XXVIII    | 2006 | David Solís                      | Xaolin Zhu                         |
| XXIX      | 2007 | Elijah Chelimo                   | Nebiath Habtemariam                |
| XXX       | 2008 | Elijah Chelimo                   | María José Pueyo                   |
| XXXI      | 2009 | Enrique Sánchez Saceda           | Lucía Pérez                        |
| XXXII     | 2010 | Enrique Sánchez Saceda           | Elena María Espeso                 |
| XXXIII    | 2011 | José España                      | Lucía Pérez                        |
| XXXIV     | 2012 | Juan Carlos Higuero              | Vanessa Veiga                      |
| XXXV      | 2013 | Mohamed Marhum                   | Marta Silvestre                    |
| XXXVI     | 2014 | Jesús Antonio Núñez              | Alessandra Aguilar                 |
| XXXVII    | 2015 | Roberto Aláiz                    | Alessandra Aguilar                 |
| XXXVIII   | 2016 | Antonio Abadía                   | Alessandra Aguilar                 |
| XXXIX     | 2017 | Ángel Ronco                      | Marta Silvestre                    |
| XL        | 2018 | David Palacio                    | Gema Martín Borgas                 |
| XLI       | 2019 | Michael Bereket                  | Irene Sánchez-Escribano            |
| XLII (no) | 2020 | Cancelada por motivos sanitarios | Cancelada por motivos sanitarios   |
| XLII      | 2021 | José España                      | Irene Sánchez-Escribano            |
| XLIII     | 2022 | Sergio Jiménez                   | María Ureña                        |
| XLIV      | 2023 | Abderrahmane Aferdi              | Clara Simal                        |
| XLV       | 2024 | Aarón Las Heras                  | Rosalía Tárraga                    |

## Cuadro de honor de la Marcha Atlética Espada Toledana
| Edición     | Año  | Ganador absoluto                 | Ganadora absoluta                |
| ----------- | ---- | -------------------------------- | -------------------------------- |
| I           | 1988 | Alfonso Hernández                | María Dolores Rabadán            |
| II          | 1989 | José Antonio Quintana            | Elena Moreno                     |
| III         | 1990 | Tomás Ruiz Orejón                | Isabel de Frutos                 |
| IV          | 1991 | Tomás Ruiz Orejón                | Isabel de Frutos                 |
| V           | 1992 | Jesús Ángel García Bragado       | Amadora Ramos                    |
| VI          | 1993 | Tomás Ruiz Orejón                | Isabel de Frutos                 |
| VII         | 1994 | Jesús Ángel García Bragado       | Ana Herrero                      |
| VIII        | 1995 | Francisco Pinardo                | Mónca Ballester                  |
| IX          | 1996 | Jesús Ángel García Bragado       | Mónica Ballester                 |
| X           | 1997 | Jesús Ángel García Bragado       | Mónica Ballester                 |
| XI          | 1998 | Jesús Ángel García Bragado       | Carmen Bone                      |
| XII         | 1999 | Francisco Javier Fernández       | María Dolores Marcos             |
| XIII        | 2000 | Francisco Javier Fernández       | Carmen Bone                      |
| XIV         | 2001 | Francisco Javier Fernández       | Eva Pérez                        |
| XV          | 2002 | Francisco Javier Fernández       | Carolina Jiménez                 |
| XVI         | 2003 | Juan Manuel Molina               | Eva Pérez                        |
| XVII        | 2004 | Francisco Javier Fernández       | Rocío Florido                    |
| XVIII       | 2005 | Juan Manuel Molina               | Rocío Florido                    |
| XIX         | 2006 | Benjamín Sánchez                 | María José Poves                 |
| XX          | 2007 | Benjamín Sánchez                 | María Vasco                      |
| XXI         | 2008 | Francisco Arcilla                | Sonata Milušauskaitė             |
| XXII        | 2009 | José David Domínguez             | Lorena Luaces                    |
| XXIII       | 2010 | José David Domínguez             | Ainhoa Pinedo                    |
| XXIV        | 2011 | Luis Manuel Corchete             | Ainhoa Pinedo                    |
| XXV         | 2012 | Álvaro Martín                    | Lorena Luaces                    |
| XXVI        | 2013 | Álvaro Martín                    | Júlia Takács                     |
| XXVII       | 2014 | Luis Alberto Amezcua             | María José Poves                 |
| XXVIII      | 2015 | Luis Alberto Amezcua             | Ainhoa Pinedo                    |
| XXIX        | 2016 | Diego García                     | María Pérez                      |
| XXX         | 2017 | Diego García                     | Laura García-Caro                |
| XXXI        | 2018 | Diego García                     | Raquel González                  |
| XXXII       | 2019 | Álvaro López                     | Lidia Sánchez-Puebla             |
| XXXIII (no) | 2020 | Cancelada por motivos sanitarios | Cancelada por motivos sanitarios |
| XXXIII      | 2021 | Marc Tur                         | Raquel González                  |
| XXXIV       | 2022 | Diego García                     | Raquel González                  |
| XXXV        | 2023 | Alberto Amezcua                  | Antía Chamosa                    |
| XXXVI       | 2024 | Marc Tur                         | Antía Chamosa                    |

## Fomento de pruebas atléticas
Entre los objetivos de la entidad se encuentra el del fomento de las pruebas atléticas, ya sean de carácter federado como popular; por lo que en los años ochenta del siglo XX, el Club de Atletismo Toledo fue protagonista de una explosión de carreras pedestres de carácter popular en un tiempo de escasez, y donde, principalmente, solo se producían en torno a la Escuela Central de Educación Física y a algunos centros educativos de la ciudad de Toledo.
Algunas pruebas creadas en el seno del club toledano son la San Silvestre Toledana, que tras dos ediciones, las de 1982 y 1983, ganadas por Ricardo Ortega y Nuria Garrigós y Fernando Fernández Gaitán y Teresa de Paz, respectivamente, pasó a organizarse de manera más específica por varios miembros del club y otras personas aficionadas ajenas a éste bajo el nombre de Amigos del Atletismo. Asimismo, un año antes, el 10 de mayo de 1981, se organizó el primer Medio Maratón de Toledo, dando dos vueltas al Valle, un trazado exigente, cuyo triunfo fue a manos del maratoniano toledano Ricardo Ortega, que invirtió 1 hora, 2 minutos y 46 segunos, dos años antes de fijar el récord de España de maratón en 2 horas, 11 minutos y 51 segundos.
Otras carreras, como la Carrera Pedestre Popular Toledo-Polígono (1977) o el Gran Fondo (20 km.) del Polígono de Toledo (1983), que posteriormente pasó a denominarse medio maratón, fueron algunas de las pruebas organizadas en sus inicios por el club toledano, de la mano de los colectivos vecinales del barrio de Santa María de Benquerencia.
Prosiguieron numerosas carreras solidarias, pruebas populares en varios barrios de la capital y localidades de la provincia de Toledo y competiciones, trofeos y controles en pista, éstos federados, completan las acciones promovidas por el CAT.
Entre los promotores de la mayor parte de estas carreras se encuentra Aurelio Gómez Castro, cofundador de la entidad, exatleta, exjuez, monitor de atletismo, colaborador en prensa, amante de la fotografía y actualmente bloguero especializado, que guarda gran parte de la historia reciente del atletismo toledano y castellano-manchego.